# Аймар Орос
Аймар Орос Уарте (27 листопада 2001, Аразурі — іспанський футболіст, що грає за «Осасуну» на позиції атакувального півзахисника.

## Клубна кар'єра
Орос народився в Аразурі, Наварра, і приєднався до молодіжної організації Осасуни у 2014 році, перейшовши з «Ікастоли Сандузелай». 30 травня 2018 року, після завершення навчання, він підписав дворічний контракт з клубом з опцією ще на два роки.
У віці 16 років Орос дебютував у складі резервної команди 1 вересня 2018 року, стартувавши в домашньому матчі Терсера Дивізіоні проти «Субізи» 2–0. 31 травня дебютував на професійному рівні, вийшовши на заміну замість Рубену Гарсіа у виїзному матчі чемпіонату Сегунда Дивізіону проти «Кордови» з рахунком 3–2.
14 травня 2020 року, вже ставши постійним гравцем основного складу «Осасуна Б», Орос продовжив контракт з «рохільйо» до 2023 року. 19 липня він дебютував у Ла Лізі, замінивши Адріана Лопеса в домашній грі 2–2 проти «Мальорки».
20 червня 2022 року, після того, як він забив 11 голів за команду B і допоміг їм вийти в Прімера Федерасьйон, Ороз продовжив свій контракт до 2026 року 31 серпня, вийшовши в стартовому складі в перших трьох матчах сезону, він був остаточно переведений до основного складу.

## Кар'єра в збірній
26 червня 2024 року потрапив до заявки олімпійської збірної Іспанії для участі в матчах футбольного турніру на літніх Олімпійських іграх 2024 в Парижі.

## Досягнення
- Сегунда дивізіон : 2018–19

Іспанія U21
- Чемпіонат Європи серед молоді до 21 року: друге місце 2023[10]

Олімпійська збірна Іспанії
- Олімпійський чемпіон: 2024[11]